# ANV Knives
ANV Knives  s.r.o. je český výrobce nožů se sídlem v Praze. Výroba nožů probíhá v Moravských Budějovicích. Společnost vznikla v roce 2016, pod současným názvem působí od roku 2017. Zkratka ANV v názvu vychází z latinského acta non verba, tedy „činy, ne slova“.

## Historie
Firma ANV Knives byla založena v roce 2016 jako s.r.o. z iniciativy jejího designéra Ondřeje Němce a první nože byly vyrobeny v roce 2018.

## Produkty
Je známo více než 20 modelů nožů ANV ve 3 řadách – zavírací, pevné a armádní. Některé nože využívají i příslušníci útvarů Armády České republiky, kteří se na jejich vývoji podíleli. Z názvů a tvarů některých modelů vyplývá, že ANV klade důraz na významné události z české historie (operace Anthropoid, Spelter a tvar nože M73 Kontos podle tanku T-72 M).
Společným znakem zavíracích nožů je Deep Pocket Carry klip a Lumidot. U pevných a armádních je to kydexové pouzdro a full-tang konstrukce.
| Zavírací | Pevné | Armádní          |
| -------- | ----- | ---------------- |
| A100     | P100  | M06              |
| A200     | P200  | M050             |
| Z050     | P250  | M25              |
| Z070     | P300  | M73              |
| Z100     | P500  | M200             |
| Z200     |       | M311 SPELTER     |
| Z300     |       | M311 COMPACT     |
| Z400     |       | M500 ANTRHROPOID |
|          |       | M500 KAMBA       |

### Armádní nože
- M25 – outdoorový nůž vyrobený pro 25. protiletadlový raketový pluk.[7]
- M73 – charakteristický šestihrannou patkou obrobenou z originálního čepu tankového pásu tanku T-72M.[8]
- M311 SPELTER – vyvinutý ve spolupráci s příslušníky jednotek předsunutých leteckých návodčích, Close Protection týmů a speciálních leteckých operací,[9] jeho kompaktní verze M311 COMP je zmenšená o 13 %.[10]
- M500 ANTRROPOID – inspirován dýkou F-S, jeho kompaktní verze M500 KAMBA nese název po Vojenské policii, která působila jako ochrana českého velvyslanectví v Kábulu.[11]